# Tawern
Tawern (Aussprache mit Betonung auf der zweiten Silbe) ist eine Ortsgemeinde im Landkreis Trier-Saarburg in Rheinland-Pfalz. Sie gehört der Verbandsgemeinde Konz an.

## Geographie
Die Gemeinde liegt am Rand des Naturparks Saar-Hunsrück. Am Abhang vom Albachtal liegt in westlicher Richtung der Ortsteil Fellerich. Zum Ortsteil Tawern gehören auch die Wohnplätze Mertenmühle, Oberste Mausmühle und Unterste Mausmühle, zum Ortsteil Fellerich die Fellericher Mühle.

## Geschichte

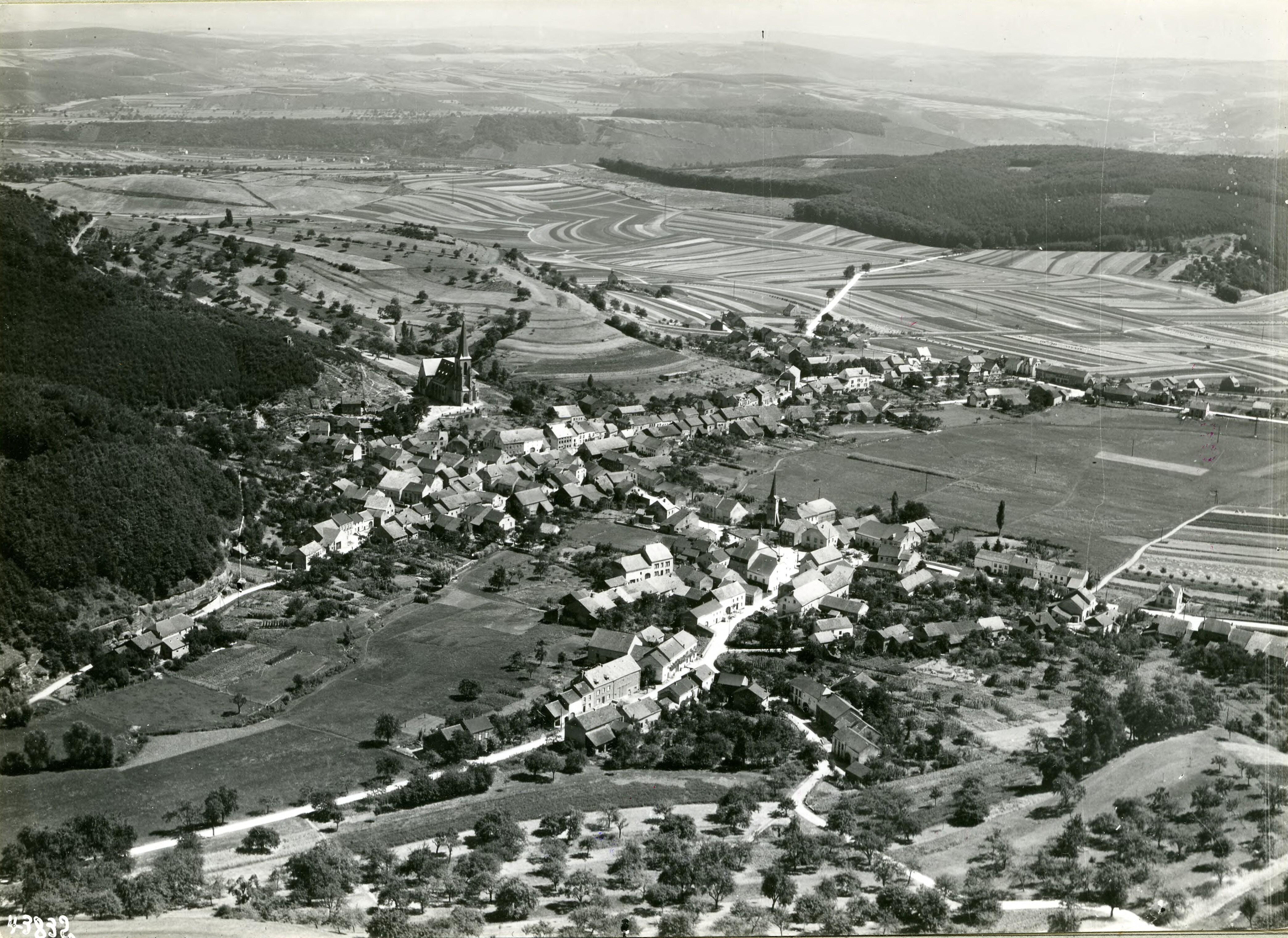
Tawern im Jahr 1937

Der Ortsname Tawern kommt vom lateinischen Wort taberna (Geschäft, Laden), was auch die Betonung des heutigen Namens Tawern auf der zweiten Silbe erklärt. Die erste Siedlung wurde vor rund 2000 Jahren von den Römern gegründet, fast zeitgleich mit der römischen Besiedlung in Trier.
Der Ortsname verweist auf die Entstehung des Ortes in römischer Zeit und seine ursprüngliche Aufgabe. Wohl gleichzeitig mit dem römischen Tempelbezirk auf dem Metzenberg, dürfte im 1. Jahrhundert n. Chr. am Fuße des Berges, über den eine Handelsstraße nach Metz führte, eine „taberna“, eine Raststätte mit Vor- und Umspannstation für Zugtiere, entstanden sein. Die lateinische Betonung des Ortsnamens auf der zweiten Silbe lässt eine kontinuierliche Besiedlung seit der Römerzeit vermuten. Heute hat sich Tawern zur Wohnsiedlung entwickelt und liegt im Erholungsgebiet Obermosel-Saar und im Naturpark Saar-Hunsrück.
Es gibt eine teilweise rekonstruierte Tempelanlage im Wald auf dem Metzenberg über Tawern. In der Ortslage findet sich eine beschilderte Ausgrabungsstätte der ehemaligen römischen Straßensiedlung.
Am 18. Juli 1946 wurde Tawern gemeinsam mit weiteren 80 Gemeinden der Landkreise Trier und Saarburg dem im Februar 1946 von der übrigen französischen Besatzungszone abgetrennten Saargebiet angegliedert, das zu der Zeit nicht mehr dem Alliierten Kontrollrat unterstand. Am 6. Juni 1947 wurde diese territoriale Ausgliederung bis auf 21 Gemeinden wieder zurückgenommen, damit kam Tawern an das 1946 neugebildete Land Rheinland-Pfalz.
Am 17. März 1974 wurde die bis dahin selbständige Gemeinde Fellerich eingemeindet.

## Politik

### Gemeinderat
- SPD: 4
- CDU: 7
- WG Clemens: 9

Der Ortsgemeinderat in Tawern besteht aus 20 Ratsmitgliedern, die bei der Kommunalwahl am 9. Juni 2024 in einer personalisierten Verhältniswahl gewählt wurden, und der ehrenamtlichen Ortsbürgermeisterin als Vorsitzender.
Die Sitzverteilung im Ortsgemeinderat:
| Wahl | SPD | CDU | WGC * | Gesamt   |
| ---- | --- | --- | ----- | -------- |
| 2024 | 4   | 7   | 9     | 20 Sitze |
| 2019 | 9   | 11  | –     | 20 Sitze |
| 2014 | 9   | 11  | –     | 20 Sitze |
| 2009 | 8   | 12  | –     | 20 Sitze |
| 2004 | 6   | 10  | –     | 16 Sitze |

### Bürgermeister
Ursula Clemens (WG Clemens) wurde am 9. Juli 2024 Ortsbürgermeisterin von Tawern. Bei der Direktwahl am 9. Juni 2024 hatte sie sich mit einem Stimmenanteil von 63,14 % gegen den Amtsinhaber durchgesetzt.
Thomas Müller (CDU) war von Juli 2014 bis Juli 2024 Ortsbürgermeister von Tawern. Müllers Vorgänger Josef Weirich (CDU) hatte das Amt von 1994 bis 2014 ausgeübt.

## Persönlichkeiten
- Erwin Schaaf (1933–2023); Historiker und Pädagoge, in Tawern geboren
- Sandra Stein (* 1986); Politikerin (Bündnis 90/Die Grünen) und Unternehmerin, MdB, in Tawern aufgewachsen[12]

## Siehe auch

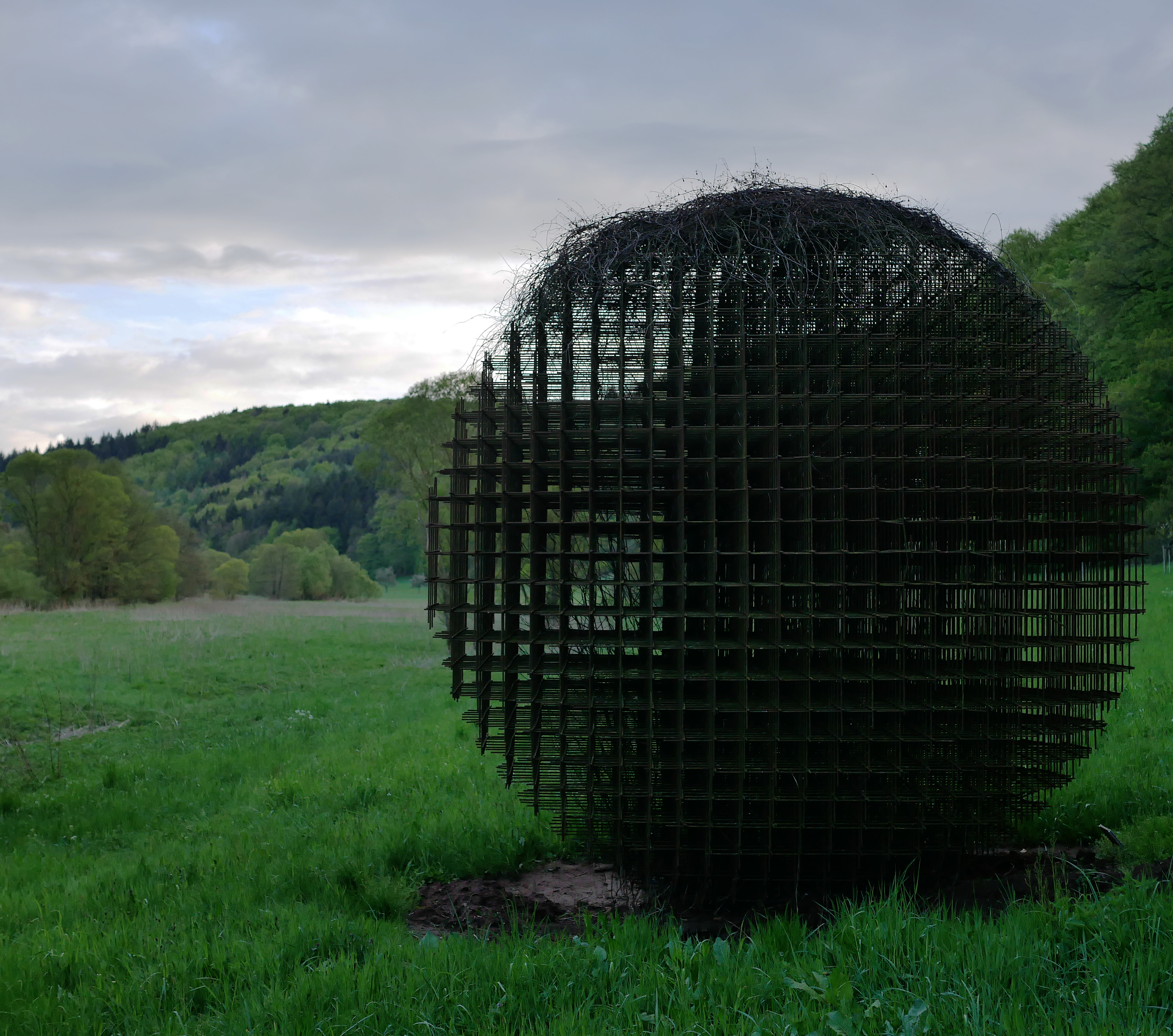
Stille von Werner Bitzigeio, entstanden im Rahmen des Projekts Skulpturen am Fluss